# Aplicacions de la tecnologia en l'Alzheimer
La malaltia d'Alzheimer és un mal incurable, degenerativa i terminal. És per aquests motius que no existeix cap tractament curatiu, en canvi, sí que hi ha tractaments d'Alzheimer simptomàtics, que poden ser farmacològics i no farmacològics. La tecnologia ha aconseguit ocupar un lloc molt important dins dels tractaments que no fan servir fàrmacs per generar beneficis als malalts d'aquesta malaltia. Aquesta rellevància s'ha aconseguit a través d'implementar de mètodes d'entrenament cognitiu que han demostrat tenir èxit en certes ocasions, i que consisteixen en l'estimulació cognitiva a través d'eines lúdiques tecnològiques que, a més, solen ser atractives per a qualsevol tipus d'usuari.
Com assegura l'estudi de Joseph Jebelli, “sis milions de persones a tota la Unió Europea i quatre milions de nord-americans en tenen (Alzheimer)”. Una de les afirmacions amb més repercussió del seu treball és la següent previsió: “és probable que el nombre de malalts d'Alzheimer s'hagi multiplicat per dos abans del 2030”. Amb l'envelliment de la població mundial, l'Alzheimer “està en camí de superar el càncer com a segona causa principal de mort després de les malalties cardiovasculars”.
A continuació comentarem les tecnologies més utilitzades per combatre l'Alzheimer: 

## Plataformes d'estimulació cognitiva
Són activitats que poden realitzar-se a través d'un ordinador o des d'un mòbil. El seu objectiu és estimular o entrenar processos cognitius específics, com la memòria, el llenguatge, les funcions executives o l'atenció.
Aquestes plataformes han anat creixent en nombre i possibilitats. N'hi ha que estan directament orientades a centres residencials, com NeuronUp, mentre altres persegueixen un públic més general, com Lumosity o Elevate.
Es configuren en funció del grau de deteriorament cognitiu de cada usuari, de manera que és possible usar-les en el tractament de l'Alzheimer en fase moderada.

## Roboteràpia
En un començament, els robots eren usats per estimular afectivament al malalt, però en l'actualitat hi ha models, com el famós Pepper de l'empresa francesa Aldebaran, que s'utilitza en sessions de fisioteràpia.
La roboteràpia és especialment útil en la fase avançada de la malaltia, aconseguint reaccions en els malalts que moltes vegades sorprenen i provoquen un important canvi en ells i elles.

## Pissarres digitals
Amb activitats semblants a les que podem trobar a les plataformes d'estimulació cognitiva, les pissarres digitals permeten treballar de forma grupal. Generalment les sessions es desenvolupen en presència d'un terapeuta, que dirigeix el procés. Com a desavantatge en el tractament Alzheimer, les pissarres digitals ofereixen poca diversitat d'activitats i el seu ús és menys intuïtiu que les plataformes d'estimulació cognitiva.

## Realitat virtual
Fins ara, aquesta aplicació ha estat lleugerament desenvolupada, però amb exemples que fan pensar que hi ha molt potencial en aquesta tecnologia per desenvolupar teràpies per a l'Alzheimer. A Austràlia s'han creat boscos virtuals que permeten a les persones amb demència gaudir de primaveres constants. Aquest fenomen ha inspirat a sèries televisives com Black Mirror, concretament en l'episodi de la tercera temporada San Junipero.
Cognitivament, encara no s'ha investigat l'impacte que poden arribar a tenir quan s'explorin totes les seves possibilitats, ja que, actualment, només es pot dir que sí contribueix a generar benestar en el malalt o malalta.

## Abast de la tecnologia en el tractament de l'Alzheimer
Les tecnologies que hem anat descrivint tenen un abast limitat. Cap influeix en el curs de la malaltia, només ajuden a millorar temporalment alguns símptomes, com les alteracions del comportament. En el cas de les plataformes d'estimulació cognitiva, l'evidència és contradictòria. Alguns estudis apunten que sí que són capaços d'alentir el ritme de deteriorament dels malalts, mentre altres investigacions diuen el contrari. El que ningú nega a les teràpies amb base tecnològica per a l'Alzheimer és que ofereixen als malalts moments de benestar i l'impacte psicoafectiu és en si mateix un efecte terapèutic.
Actualment, no són només enginyers i científics els qui aporten el seu granet de sorra, amb descobriments i creacions d'apps i eines, sinó que és possible que gent anònima i des de casa dissenyi eines per aconseguir millorar la qualitat de vida de molts. Un exemple d'això és "Timeless": una aplicació creada per una jove de 14 anys que permet que les persones amb la malaltia d'Alzheimer o altres demències puguin reconèixer als seus familiars gràcies a la tecnologia de reconeixement facial i a la intel·ligència artificial.